# Unión San Felipe
Club de Deportes Unión San Felipe ist ein chilenischer Fußballverein aus San Felipe. Der chilenische Meister von 1971 und Pokalsieger von 2009 trägt seine Heimspiele im Estadio Municipal de San Felipe aus, das 12.000 Zuschauern Platz bietet.

## Geschichte
Unión San Felipe wurde am 16. Oktober 1956 in der chilenischen Stadt San Felipe gegründet. Nach zwei Jahren in unterklassigen Ligen gelang Uníon San Felipe 1958 der erstmalige Aufstieg in die Segunda División Chiles, die damalige zweithöchste Spielklasse. 1961 stieg man dann in die Primera División, die höchste Spielklasse im chilenischen Fußball, auf. Dort konnte sich der Verein etablieren und erreichte in den nächsten Jahren Plätze im unteren Mittelfeld, die aber stets zum Klassenerhalt reichten. Erst 1968 stieg man aus der Primera División ab. Nachdem im ersten Jahr der Aufstieg verpasst wurde, gelang dies 1970 durch einen ersten Platz in der Segunda División. Als Aufsteiger sorge Unión San Felipe für eine große Sensation, als 1971 der Gewinn der chilenischen Fußballmeisterschaft gelang. In der Primera División wurde der erste Platz mit zwei Punkten Vorsprung auf Universidad de Chile belegt. Damit ist Unión San Felipe bis heute der einzige Verein im chilenischen Fußball, der in zwei aufeinanderfolgenden Jahren die zweiten und erste Liga gewinnen konnte. 
Als Titelverteidiger in die Saison 1972 gestartet, hatte Unión San Felipe riesige Probleme und konnte nur knapp die Klasse halten, am Ende trennten den Verein zwei Punkte vom Tabellenletzten und Absteiger Everton de Viña del Mar. Auch 1973 wurde der Klassenerhalt durch das Erreichen des vorletzten Platzes erreicht. 1974 wurde man Letzter und musste wieder in die Segunda División absteigen. Es folgten nun lange Jahre in der zweiten Liga, erst 1983 wurde wieder Erstligafußball in San Felipe gespielt, der bis zum erneuten Abstieg 1986 anhielt. Abgesehen von einem kurzen Ausflug in die erste Liga im Jahr 1989, die sogleich mit dem direkten Wiederabstieg endete, spielte der Verein nun fast zwei Jahrzehnte in der Segunda División, bevor man 2000 wieder in die Primera División aufsteigen konnte. Seit der Rückkehr ins Oberhaus des chilenischen Fußballs 2001 pendelt der Verein ständig zwischen erster und zweiter Liga. 2009 gewann Unión San Felipe mit dem chilenischen Fußballpokal, der Copa Chile, zum zweiten Mal in seiner Geschichte, einen Titel. Im gleichen Jahr gelang durch den Sieg in der Primera B die Rückkehr in die Primera División Chiles. Seit dem erneuten Abstieg 2012 spielt der Klub in der Primera División B.

## Erfolge
- Primera División: 1971

- Primera B: 1970, 2000, 2009

- Primera B Apertura: 2009

- Copa Chile: 2009

## Trainer
- Mario Soto (2004–2005)
- Ivo Basay (2010)
- Germán Corengia (Juni 2015–Februar 2016)[1]